# Johannes Wislicenus

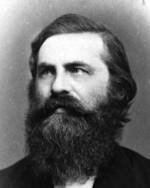
Johannes Wislicenus.

Johannes Adolf Wislicenus, född 24 juni 1835 i ortsdelen Kleineichstädt i Querfurt, död 5 december 1902 i Leipzig, var en tysk kemist. Han var son till Gustav Adolf, bror till Hugo och far till Wilhelm Wislicenus.
Wislicenus hade knappt börjat sina universitetsstudier, förrän han måste följa sin far på flykt till Amerika, men återvände snart med denne och ägnade sig åt kemiska studier vid universitetet i Zürich, där han 1864 blev extra ordinarie och 1867 ordinarie professor i kemi. År 1871 blev han direktor för Polytechnikum där, men kallades 1872 till universitetet i Würzburg och verkade från 1885 i Leipzig.
Wislicenus var en av den moderna organiska kemins grundläggare, särskilt genom utbildningen och fullkomnandet av Joseph Achille Le Bel och Jacobus Henricus van 't Hoffs teori om stereoisomera föreningar. Han utförde en mängd undersökningar i organisk kemi, bland annat beträffande omättade och optiskt aktiva föreningar samt den viktiga syntesmetoden medelst acetättikester. De flesta av dessa arbeten finns publicerade i "Annalen der Chemie" samt i "Berichte der Deutschen chemischen Gesellschaft". 
Wislicenus hade en utpräglad läggning även åt den spekulativa sidan av den kemiska forskningen; han var en utmärkt föreläsare och samlade genom sin fängslande personlighet omkring sig ett stort antal lärjungar, av vilka många i sin ordning bidrog till den organiska kemins utveckling. Han tilldelades Davymedaljen 1898 och var ledamot av en mängd vetenskapliga samfund, däribland Fysiografiska sällskapet i Lund (från 1901).